# Блекинге (лен)
 Тази статия е за административната единица.  За историческата провинция вижте Блекинге (провинция).  
Блекинге (на шведски: Blekinge län) е лен в южна Швеция. Граничи на запад с лен Сконе, на северозапад с Крунубери, на североизток с Калмар, а на изток и юг има излаз на Балтийско море. Това е най-малкият лен по площ в рамките на административното устройство на Швеция, покриващ едва 0,7 % от тероторията на страната. Административен център на лена е град Карлскруна.

## История
| Лен Блекинге в стари адм. деления от 1863 година. |  | Административно деление на лен Блекинге от 1952 година. |
| Лен Блекинге в стари адм. деления от 1863 година. |  | Административно деление на лен Блекинге от 1952 година. |

Границите на областта, съвпадат с тези на едноименната провинция Блекинге. В днешно време, провинциите не представляват административни деления, а са по-скоро исторически понятия, които все още продължават да бъдат използвани. Историческото и културно наследство се е запазило, но е част от новото разделяне на административни единици — области и общини.
Самата област Блекинге е част от бившия лен Криханстад от 1658 година, а през периода между 1680 и 1683 години е част от лен Калмар. От 1683 г. придобива самостоятелен статут. Счита се, че промяната се дължи на създадената военноморска база в Карлскруна и придобиването на нова стратегическа стойност.

## Общини в лен Блекинге
В рамките на административното си устройсто, лен Блекинге се разеделя на 5 общини със съответно население към 31 декември 2013 :
| Карлскруна Карлсхамн Ронебю Сьолвесбори Улофстрьом Карта на лен Блекинге с означение на съответните общини | - Карлскруна (Karlskrona) с население 63 912 души; - Карлсхамн (Karlshamn) с население 31 272 души; - Ронебю (Ronneby) с население 27 871 души; - Сьолвесбори (Sölvesborg) с население 16 800 души; - Улофстрьом (Olofström) с население 12 902 души; |

### Селищни центрове
Най-големите селищни центрове в лен Блекинге, спрямо броя жители към 31 декември 2010 година са :
| # | Селищен център | Население към 31 декември 2010 |
| - | -------------- | ------------------------------ |
| 1 | Карлскруна     | 35 212                         |
| 2 | Карлсхамн      | 19 075                         |
| 3 | Ронебю         | 12 029                         |
| 4 | Сьолвесбори    | 8401                           |
| 5 | Улофстрьом     | 7327                           |

Административният център на лен Блекинге е удебелен.